# 萩の乱
萩の乱（はぎのらん）は、1876年（明治9年）に山口県の萩で起こった明治政府に対する士族反乱の一つ。
1876年10月24日に熊本県で起こった神風連の乱と、同年10月27日に福岡県で起こった秋月の乱に呼応し、山口県士族の前原一誠（元参議）、奥平謙輔ら約200名（吉田樟堂文庫「丙子萩事変裁判調書」では506名、岩村通俊遺稿では2千余名と諸説あり）によって起こされた反乱である。後の内閣総理大臣（第26代）田中義一も当時13歳で反乱に参加している。

## 概要
前参議前原一誠は辞職したのち故郷で各地の不平士族と連絡を取っていたが、熊本城下での神風連の決起を聞くと旧藩校明倫館を拠点に同志を募り、10月26日には県庁を挟撃するため須佐育英館長の坂上忠介や多根卯一、徳山の同志・今田浪江らに決起を促す使者を派遣した。10月28日には前原を指導者とする「殉国軍」が挙兵したが、県庁襲撃は政府側に事前に察知されたため、天皇に直訴するため紫福を経て須佐より山陰道を東上するよう方針を転換し10月30日には須佐兵67人と合流し約300名にて地扱所を占拠し兵糧を確保する。しかし、海路で浜田に向かったところ悪天候で断念し江崎に上陸した後、虚報（袂を分かった諫早基清が萩を占拠し近親者を処罰しているという説「須佐郷土史研究会」）により10月31日萩・越ケ浜より明倫館に戻ったが備蓄弾薬が池に破棄されており、待ち伏せていた政府軍と市街戦が発生。これを退けるも橋本町辺に68軒の焼失被害を出す（品川弥二郎書翰）。弾薬欠乏から前原らは軍勢を囮として小倉信一、有福洵允にまかせ幹部5名のみ直訴のため別行動をとった。小倉らは萩で三浦梧楼少将率いる広島鎮台と軍艦孟春の攻撃を受け、11月6日までに政府軍により鎮圧された。この際、長州藩剣術指南役を務めた内藤作兵衛が誤認射殺されている。

## その後
別行動をとった一誠・奥平ら幹部と従者白井林蔵、馬来木工の7名は東京へ向かうべく船舶にて萩越ケ浜を出港したが、悪天候のため宇竜港（現在の出雲市内）に停泊中水先案内人に通報されたことで11月5日に島根県令佐藤信寛らに包囲され、弁明の機会を与えることを条件に投降し逮捕された。なお、一誠は決起の前に元会津藩士で親交のあった永岡久茂と連絡を取っており、永岡は10月29日に千葉県庁襲撃未遂事件（思案橋事件）を起こしている。
12月3日に山口裁判所・萩臨時裁判所（裁判所長・岩村通俊）にて弁明の機会を与えられぬまま関係者の判決が言い渡され、首謀者とされた一誠と奥平および横山俊彦、佐世一清（一誠の実弟）、山田頴太郎（一誠の実弟）、有福旬允、小倉信一、河野義一は即日（翌日説あり）斬首された。 残る人物の処遇は明治九年司法省之部賊徒口供書では有罪72名、無罪1名、放免299名、合計372名（諸説あり、萩の乱刑死者追悼詩書木額では懲役48人・除族放免15人・放免388人とも、岩村通俊判事ノ遺稿では懲役60余人・2千余を放免とも、清水清太郎の日記では賊徒凡三千五百人ともある）。この処罰には司法卿・大木喬任により制定された臨時暴徒処分例（明治9年11月8日）が適用された。

## 乱による松下村塾への影響
この乱には松下村塾最年長の一誠をはじめ、多くの塾生や吉田松陰の親族（松陰叔父の玉木家、本人の吉田家、実家の杉家）跡取が事件に深く関与した。いずれも松陰の実兄の杉民治を介しており、玉木正誼は民治長女の婿養子、吉田小太郎は民治長男、杉相次郎は民治次女の婿養子である。玉木正誼と吉田小太郎が戦死したため玉木家は正誼の子・玉木正之が、吉田家は民治三女の婿養子・吉田庫三が相続した。この件により松陰の叔父であり松下村塾塾頭玉木文之進は切腹し塾も閉鎖された。松陰の実兄・杉民治も本郷代官を辞して隠居の身となったが、明治13年（1880年）松下村塾を再興し明治23年（1890年）の教育勅語で塾が閉鎖されるまで子弟教育に励んだ。